# 唐固
唐 固（とう こ）は、中国三国時代の呉の学者。字は子正。揚州丹陽郡の人。

## 生涯
身を修め、学を積み、儒学者として称揚された。『国語』『春秋公羊伝』『春秋穀梁伝』についての注釈を著し、彼の講義を受ける者は常に数十人に昇った。
黄初2年（221年）11月に孫権が呉王となった後、唐固は議郎を拝命した。同じく孫権に仕える陸遜・張温・駱統らは皆、唐固に拝礼した。
黄武4年（225年）に尚書僕射となり、その後に死去した。享年は七十余歳。
『新唐書』宰相世系四下によると、父の唐翔は丹陽太守、子の唐瓊は別部司馬となった。